# 松川郵便局 (福島県)
松川郵便局（まつかわゆうびんきょく）は、福島県福島市にある郵便局。民営化前の分類では集配特定郵便局であった。

## 概要
住所：〒960-1299 福島県福島市松川町土腐18-1

## 沿革
- 1872年8月4日（明治5年7月1日） - 八町目（はっちょうめ）郵便取扱所として開設[1]。
- 1875年（明治8年）1月1日 - 八町目郵便局（五等）となる。
- 1876年（明治9年）5月 - 松川郵便局に改称。
- 1885年（明治18年）8月1日 - 貯金取扱を開始。
- 1891年（明治24年）1月16日 - 為替取扱を開始。
- 1957年（昭和32年）3月10日 - 下川崎郵便局および水原郵便局から、電話交換事務の取扱を移管[2]。
- 1970年（昭和45年）10月22日 - 電話交換業務を福島電報電話局に移管。
- 1981年（昭和56年）10月1日 - 水原郵便局から和文電報配達業務を移管。
- 2006年（平成18年）10月2日 - 上川崎郵便局から集配業務の一部[3]を移管[4]。
- 2007年（平成19年）10月1日 - 民営化に伴い、併設された郵便事業福島支店松川集配センターに一部業務を移管。
- 2012年（平成24年）10月1日 - 日本郵便株式会社発足に伴い、郵便事業福島支店松川集配センターを松川郵便局に統合。
- 2016年（平成28年）3月22日 - 飯野郵便局から集配業務を移管。

## 取扱内容
- 郵便、印紙、ゆうパック、内容証明
- 貯金、為替、振替、振込、国際送金、国債、投資信託
- 生命保険、バイク自賠責保険
- ゆうちょ銀行ATM（管轄はゆうちょ銀行仙台支店）
- 福島市内の一部地域の集配業務

## 周辺
- 福島市役所松川支所・福島市松川学習センター
- 福島市立松川小学校
- 福島市立松陵中学校

## アクセス
- JR東北本線 松川駅から西へ約1.4km（徒歩約20分）
- 福島交通バス 桑原停留所にて下車
- 東北自動車道 福島松川スマートICから東へ約3km
- 福島県道52号土湯温泉線沿い
- 駐車場あり：11台